# Уорън Адлър
Уорън Адлър (на английски: Warren Adler) е американски писател, автор на бестселъри в жанровете трилър и съвременен роман.

## Биография и творчество
Уорън Адлър е роден на 16 декември 1927 г. в Бруклин, Ню Йорк, САЩ, в семейството на Сол и Фрици Адлър. Завършва Бруклинската техническа гимназия. Учи в Нюйоркския университет и се дипломира през 1947 г. с бакалавърска степен по английска литература.
В университета се вдъхновява от преподавателя си по английски език Дон Улф, и по-късно отива при него и при Чарлз Гриксбърг да учи творческо писане, заедно с някои известни бъдещи писатели – Марио Пузо, Уйлям Сайрон, и др.
След дипломирането си работи за „Ню Йорк Дейли Нюз“, а след това като редактор на седмичника „Куинс Пост“ в Лонг Айлънд. Неговата колона „Pepper on the Side“ се превръща в неизменна в редица вестници в страната.
На 6 май 1951 г. се жени за Соня Клайн, главен редактор на списание. Имат три сина – Дейвид, Джонатан и Майкъл.
По време на Корейската война в периода 1951-1953 г. служи в американската армия в Пентагона като единствен кореспондент на Пресслужбата на въоръжените сили, а неговите разкази излизат във всички армейски издания.
В периода 1957-1973 г. основава и е президент на агенцията за реклама и връзки с обществеността „Уорън Адлър, Ltd.“ във Вашингтон, която прави политически и бизнес кампании. Основава 4 радиостанции и телевизията WHAG-TV в Хейгерстаун, Мериленд. Съосновател е със сина си Дейвид на списанието „Вашингтон Дозиър“ (Вашингтонски досиета). Заедно с дейността си продължава да пише романи.
Първият му роман „Options“ е публикуван през 1974 г. Той става бестселър, а Адлър продава агенцията и решава да се посвети изцяло на писателската си кариера.
През 1981 г. е издаден първия роман „American Quartet“ (Американски квартет) от криминалната му поредица „Мистериите на Фиона Фицджералд“. През 2002 г. по поредицата е направен телевизионния филм „Фиона“ с участието на Франк Грило и Кели Мартин. Работи се и по направата на телевизионен сериал.
През същата година е издадена и емблематичната му книга „Войната на семейство Роуз“. През 1989 г. романът е екранизиран в много успешния едноименен филм с участието на Майкъл Дъглас, Катлийн Търнър и Дани де Вито. По романа е направена и сценична версия, която се играе в театрите в Западна Европа.
През 1984 г. е публикувана книгата му „Иронии на съдбата“, която през 1999 г. е екранизирана в едноименния филм с участието на Харисън Форд и Кристин Скот Томас.
Темите на произведенията на Адлър засягат предимно с интимните човешки взаимоотношения – тайнствената природа на любовта и красотата, крехките отношения между съпрузи и съпруги и родители и деца, и покваряващата сила на парите. Те се ценят за тяхната проницателност в представянето и дешифрирането на сложността на съвременния живот.
Произведенията му са преведени на повече от 25 езика по света. Той е и пионер в областта на електронните книги, освен това полага усилия да подпомага начинаещи автори като в периода 2005-2012 г. организира мини конкурс за награди за техни произведения. Председател е на борда на обществената библиотека „Джаксън Хол“, основател е писателската конференция „Джаксън Хол“, и е основател на издателство „Stonehouse Press“.
Уорън Адлър живее със семейството си в Ню Йорк.

## Произведения

### Самостоятелни романи
- Options (1974) – издаден и като „Undertow“
- The Henderson Equation (1976)
- Banquet Before Dawn (1976)
- Trans-Siberian Express (1977)
- The Casanova Embrace (1978)
- Blood Ties (1979)
- Natural Enemies (1979)
- Random Hearts (1984)
Иронии на съдбата, изд.: „Плеяда“ (1999), прев.
- Twilight Child (1985)
- We Are Holding the President Hostage (1986)
- Madeline's Miracles (1989)
- Private Lies (1991)
- The Housewife Blues (1992)
- Mourning Glory (2001)
- Cult (2002)
- Funny Boys (2008)
- The David Embrace (2010)
- Empty Treasures (2010)
- Flanagan's Dolls (2010)
- The Womanizer (2010)
- Residue (2010)
- The Serpent's Bite (2012)
- Target Churchill (2013) – с Джеймс Хюмс
- Treadmill (2014)
- Torture Man (2015)

### Серия „Бандата от Сънсет“ (The Sunset Gang)
1. The Sunset Gang (1977)
2. Never Too Late for Love (1995) – сборник разкази

### Серия „Мистериите на Фиона Фицджералд“ (Fiona FitzGerald)
- American Quartet (1981)
- American Sextet (1982)
- Death of a Washington Madame (2005)
- The Witch of Watergate (1992)
- Senator Love (1991)
- Immaculate Deception (1991)
- The Ties That Bind (1994)
- Washington Masquerade (2013)

### Серия „Войната на семейство Роуз“ (War of the Roses)
- The War of the Roses (1981)
Войната на семейство Роуз, изд.: „Плеяда“, София (2006), прев.
- Children of the Roses (2004)
Децата на семейство Роуз, изд.:“Плеяда“, София (2007), прев.

### Сборници
- Jackson Hole – Uneasy Eden (1997)
- The Washington Dossier Stories (2007)
- New York Echoes (2008)
- New York Echoes 2 (2011)

### Екранизации
- 1989 Войната на семейство Роуз, The War of the Roses
- 1991 American Playhouse – ТВ сериал, история 1 епизод
- 1999 Иронии на съдбата, Random Hearts – по романа, изпълнителен продуцент
- 2002 Фиона, Fiona – ТВ филм
- 2016 Децата на семейство Роуз, The War of the Roses: The Children